# Universidade Popular de Caen

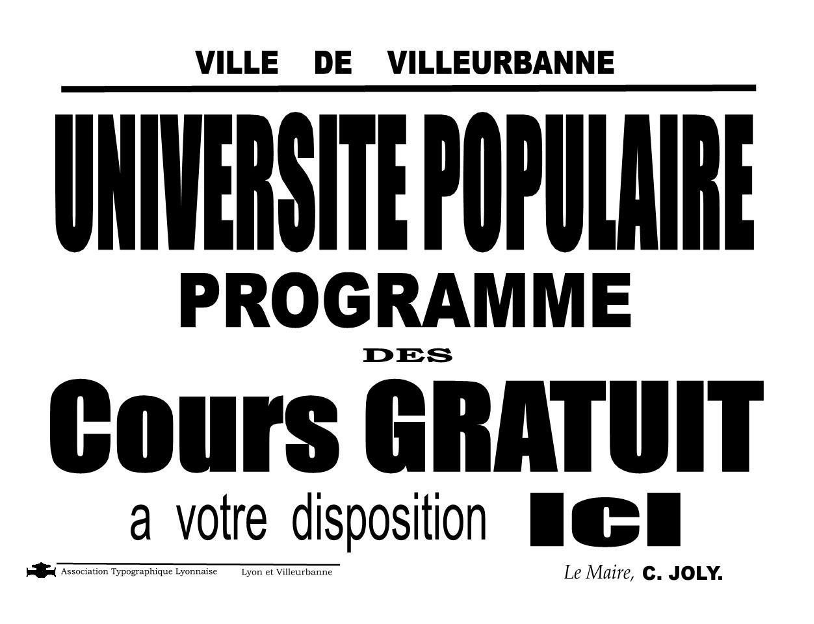
Anúncio sobre cursos gratuitos na uiversidade

A Universidade Popular de Caen (em francês: Université populaire de Caen) é uma universidade livre, criada em Outubro de 2002 por Michel Onfray, no noroeste da cidade francesa de Caen. 

## Estrutura e funcionamento
A universidade se baseia no princípio de isenção de taxas. Acesso à Universidade Popular não exige qualquer qualificação acadêmica, e é aberta a todos. Não tem nenhum exame e nem conferência de diplomas.
O fundador e apoiantes afirmam que a instituição está comprometida em fornecer o conhecimento de alto nível para as massas, em oposição à abordagem vulgarizante de conceitos filosóficos através de leitura fácil de livros como filosofia de bem-estar. 
Os seminários da universidade acontecem nos seguintes locais: 
Tocqueville, anfiteatro da Universidade de Caen 
- Mancel café, Castelo de Caen

- Museu de Belas Artes de Caen, Castelo de Caen

- Sala no Teatro Panta, Caen

## Seminários oferecidos
- Arte contemporânea: Jean-Louis Poitevin

- Oficina de Filosofia para crianças: Gilles Geneviève

- Bioética: Antoine Spire

- Filmes: Arno Gaillard

- Seminário aberto: Séverine Auffret

- Ideias políticas: Gérard Poulouin

- Jazz: Nicolas Béniès

- Economia: Nicolas Béniès

- Literatura contemporânea: Bénédicte Lanot

- Filosofia hedonista: Michel Onfray

- Psicanálise: Emil Kraepelin

- Filosofia da ciência: história da matemática: Jean-Clet Martin

- Arquitetura: Jean-Pierre Le Goff

- O erotismo feminino literária no século XX: Cynthia Fleury

- Leitura e comentários de textos filosóficos clássicos: Paule Orsoni

## Nota
- Este artigo foi inicialmente traduzido, total ou parcialmente, do artigo da Wikipédia em francês cujo título é «Université populaire de Caen».